# Marcabelí
Marcabelí ist eine Kleinstadt und die einzige Parroquia urbana („städtisches Kirchspiel“) im Kanton Marcabelí der ecuadorianischen Provinz El Oro. Marcabelí ist Sitz der Kantonsverwaltung. Die Parroquia besitzt eine Fläche von 130,4 km². Die Einwohnerzahl lag im Jahr 2010 bei 5198. Im Hauptort wohnten davon 3682 Einwohner.

## Lage
Die Parroquia Marcabelí liegt in den Ausläufern der westlichen Anden im Südwesten von Ecuador. Der Río Puyango fließt entlang der südlichen Verwaltungsgrenze nach Westen. Die Quebrada Balsas begrenzt das Areal im Osten. Der Río Marcabelí durchquert die Parroquia nach Süden. Die 520 m hoch gelegene Stadt Marcabelí befindet sich knapp 60 km südlich der Provinzhauptstadt Machala.
Die Parroquia Marcabelí grenzt im Süden an die Provinz Loja mit der Parroquia Orianga (Kanton Paltas), im Westen und im Nordwesten an die Parroquia El Paraíso und San Isidro (beide im Kanton Las Lajas), im Norden an die Parroquias El Ingenio und La Bocana (Kanton Piñas) sowie im Osten an die Parroquias Bellamaría und Balsas (Kanton Balsas).

## Geschichte
Am 6. Mai 1986 wurde der Kanton Marcabelí eingerichtet und Marcabelí eine Parroquia urbana sowie Sitz der Kantonsverwaltung.